# كفر الدوار (مركز)
مركز كفر الدوار، مركز إداري مصري. يقع في شمال غرب محافظة البحيرة الواقعة أقصى شمال جمهورية مصر العربية. مدينة كفر الدوار عاصمة المركز. يعتبر مركز كفر الدوار أكبر مركز سكانا في مصر إذ أنه الوحيد الذي يتعدى سكانه المليون .